# Shadia
Fatma Ahmed Kamal Shaker (Gobernación Oriental, Egipto; 8 de febrero de 1931– El Cairo, Egipto; 28 de noviembre de 2017), más conocida como Shadia, fue una actriz y cantante egipcia cuya carrera se extendió desde finales de la década de 1940 hasta mediados de los años 1980. Es considerada una de las artistas más importantes en la historia del cine egipcio, y los críticos y el público la llamaron Dalou’a (niña de ojos) del cine. Seis de sus películas fueron seleccionadas entre las 100 mejores en la historia del cine egipcio. 

## Su vida

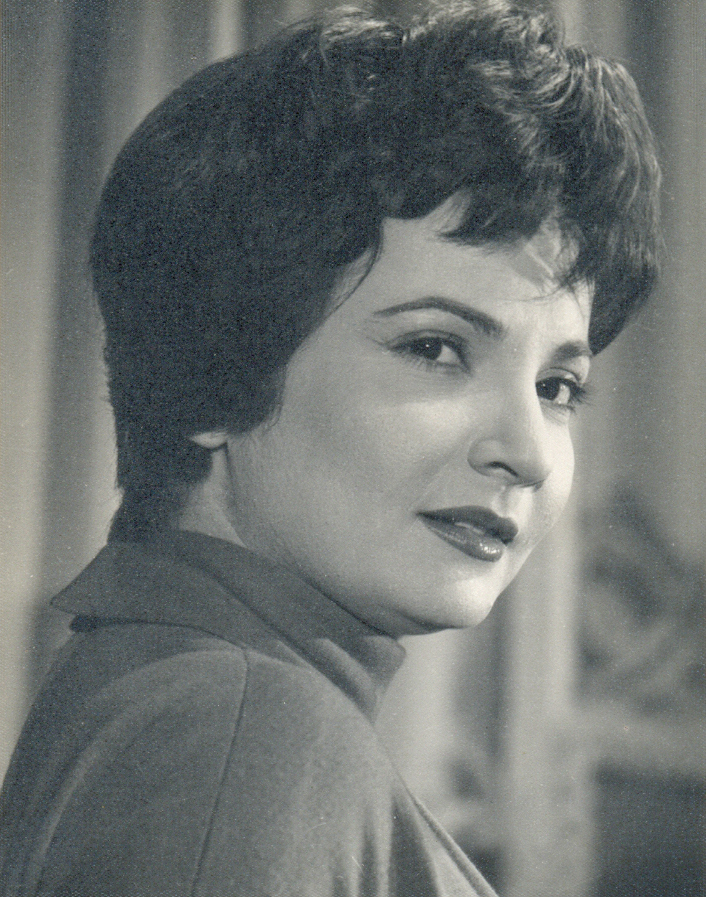
Shadia

Su padre, el ingeniero agrónomo Ahmed Kamal Shaker, eligió su nombre ‘’Fatma’’, pero en el cine, fue conocida como Shadia.  Hubo opiniones diferentes acerca de por qué fue nombrada así, como que el productor y el director Helmy Rafla es el que eligió el nombre Shadia como nombre artístico para ella, lo que fue después de hacer la película El Aql fe Agaza (La mente está de vacación) con él. También, hay quienes dicen que el actor Youssef Wahbi es el que la nombró así cuando la vio, y en ese momento, estaba filmando su película Shadia el Wadi. Asimismo, hay una probabilidad de que el artista Abdel Warez Asr la llamó Shadia, porque cuando escuchó su voz por primera vez, dijo: ‘’Es la cantante de las palabras ‘’. Sin embargo, en una entrevista con la radio egipcia en 1963, Shadia mencionó que ella misma había elegido ese nombre durante la preparación de filmar la película El Aql fe Agaza, a pesar de que su apellido estaba ‘’Huda’’ en el contrato, lo que, a ella, no le gustó. También, dijo que el director Helmy Rafla estuvo totalmente de acuerdo con ella para seleccionar el nombre. En unos 40 años, hizo casi 112 películas, 10 radionovelas y una obra de teatro. Es considerada una de las estrellas femeninas más destacadas del cine egipcio y la que más actuó en películas árabes, así como una amplia base entre el público árabe. Para muchos críticos, Shadia es la artista más importante que apareció en la historia del drama árabe.

## Origen
Nació en el barrio de helmeyet el gadeda en el barrio de Abdín. Su padre, el ingeniero Ahmed Kamal, era uno de los ingenieros agrícolas más importantes y el supervisor de las tierras reales privadas, y su trabajo en ese momento, a principios del siglo XX, requería su presencia en el corazón de la capital egipcia, El Cairo, la que está a pocos pasos del Palacio de Abdín. Shadia tiene una media hermana materna que se llama Afaf, la que trabajó como actriz, pero no duró mucho.

## Vida familiar
Se casó 3 veces y no tuvo hijos. El primer matrimonio fue con el artista Imad Hamdi y duró 3 años, el segundo fue con el ingeniero <<Aziz Fathy>>, además, se casó con el artista Salah Zulfikar, pero rompió con él en 1969.

## Vida artística
Comenzó su carrera artística en 1947 hasta 1984, durante la cual actuó en gran número de películas, series, obras de teatro y de radio.

## Su comienzo

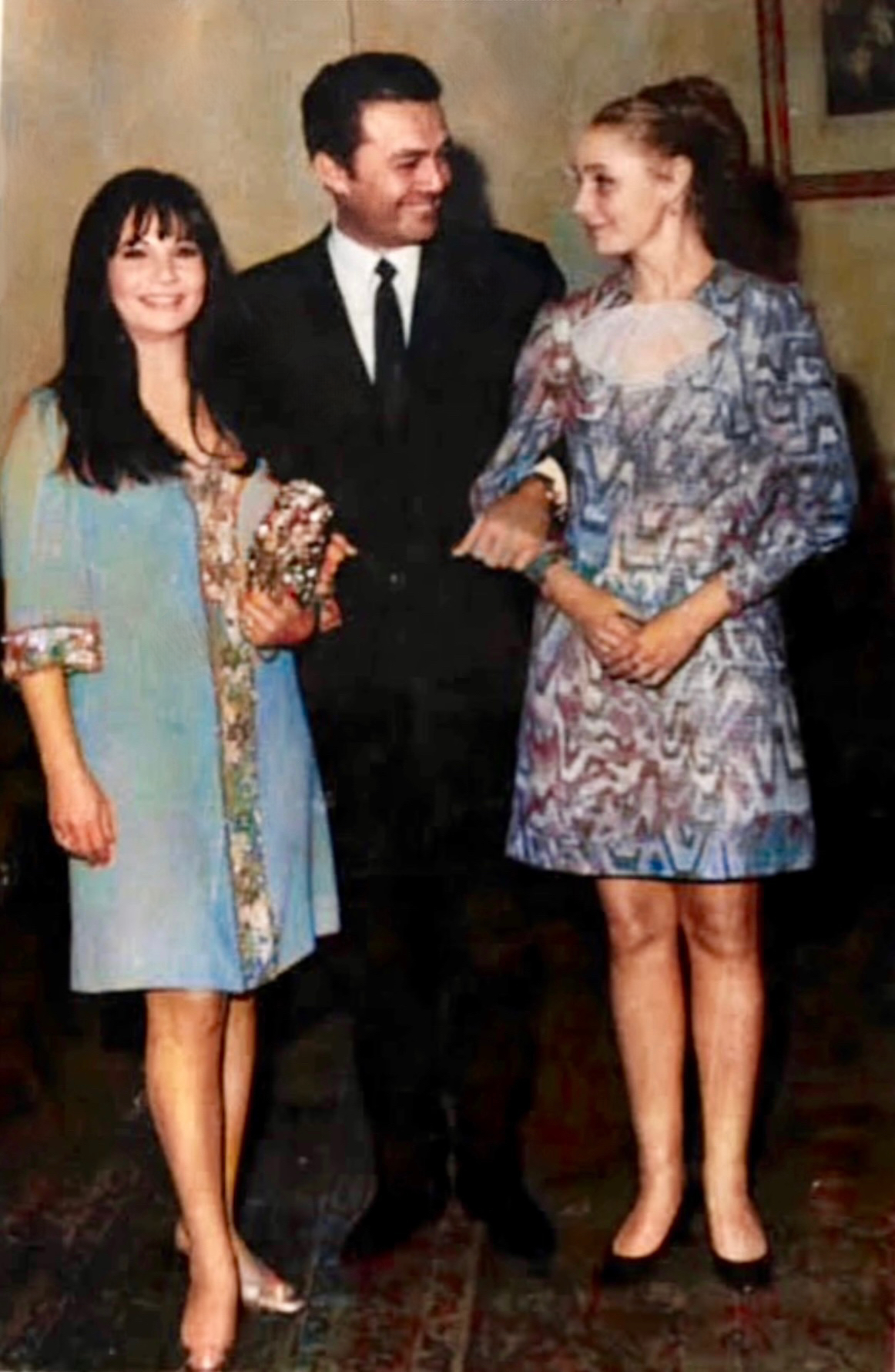
Shadia y Salah Zulfikar en un evento cinematográfico, El Cairo 1969

Empezó su carrera con el director Ahmed Badrajan, que estaba buscando nuevos talentos hasta que ella adelantó, actuó, cantó e impresionó a todos en el estudio de Egipto. Sin embargo, se descontinuaron ese proyecto sin terminar, pero, mientras tanto, Shadia tuvo un pequeño papel en la película Azhar w Ashwak (Rosas y espinas), y luego Ahmed Badrajan la nominó a Helmy Raflaa para protagonizar, junto a Mohammed Fawzi, su primera película El Aql fe Agaza, también es la primera película protagonizada por ella y la primera película dirigida por Helmy Raflaa. Esta película tuvo un gran éxito, lo que posteriormente llevó a Mohammed Fawzi a trabajar con ella en varias películas como: El Rouh w el Gasad (el alma y el cuerpo), El zoga el sabaa (la séptima esposa), Sahbt el mlaleem (la propietaria de los centavos) y Banat Hawaa (las hijas de Eva).
Shadia logró éxitos y altos ingresos para el productor Anwar Wagdy en las películas: Lelt el eid (la noche de la fiesta) en 1949 y Lelt el Henah en 1951. Sus éxitos en sus papeles ligeros y sus duetos con Kamal el Shenawy siguieron, lo que trajo muchos logros e ingresos a los productores. En palabras del propio Kamal el Shenawy, << Las recaudaciones nos permitieron construir edificios y comprar tierras>>, como aquellas de las películas: Hmamet el Salam (la paloma de la paz) en 1947, Adl el Samaa (la justicia del cielo), El Rouh w el Gasad (el alma y el cuerpo), Sa’aa le Albk (una hora para tu corazón) en 1948 y Zalamoni el Nas (La gente me cometió una injusticia) en 1950.Según lo que afirma el autor Saad el Din Tawfiq en su libro La historia del cine árabe, Shadia fue la primera estrella en más de un cuarto de siglo. En los años cincuenta del siglo XX, sus logros y sus duetos continuaron con Imad Hamdy y Kamal el Shenawy en las películas Ashqe Lmeen (¿A quién me quejo?) en 1951, Aqwa mn Al Hob (Más poderoso que el amor) en 1954, Erhm Hoby (Ten piedad de mi amor) en 1959, y participó a Salah Zulfikar en la película Oyon Sahrana (Ojos despiertos) en 1956.

## La ascensión

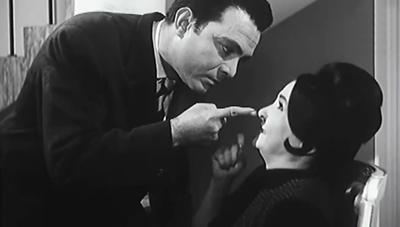
Shadia y Salah Zulfikar en Mraty Moder A’am (1966)

A la edad de 28 años, la ascensión de Shadia tuvo lugar cuando participó en la película El Mar’aa el Maghola (La mujer anónima) de Mahmoud Zulfikar en 1959. Otro cambio que tuvo lugar en su vida a través de sus películas con Salah Zulfikar, lo que mostró su talento como comediante en las películas Mraty Moder A’am (Mi esposa es un director general) en 1966, Kramet Zawgaty (La dignidad de mi esposa) en 1967 y Afret Mraty (El fantasma de mi esposa) en 1968. Además, los dos juntos actuaron en la película Aghla mn Hayati (Más caro que mi vida) en 1965, una de las obras románticas de Salah Zulfikar, a través de la cual presentaron los personajes Ahmed y Mona como los amantes más famosos del cine egipcio. La película Lamset Hanan (Un toque de ternura) en 1971 fue su última obra cinematográfica con Salah Zulfikar. Antes de esas películas citadas, Shadia, cuando todavía era joven, actuó en la película Ana el Hob (Soy el amor) en 1954, que es una de sus mejores películas y el comienzo de su avance en el drama. Sus obras, la mayoría de las cuales fueron bien recibidas, siguieron en el cine, también, jugó papeles en películas basadas en las novelas del autor Naguib Mahfouz como: El Les W El Klab (El ladrón y los perros), Zoqaq el Madaq w el Tareq y Miramar en 1969. Además, actuó en She’ Mn El Khof (Algo del miedo), producido por Salah Zulfikar, y Nahno La Nazra’ El Shok (Nosotros no plantamos espinas) en 1970. En los años setenta y ochenta del siglo XX, continuó sus obras hasta que terminó su carrera artística por la película La Tas’lne Mn Ana (No me preguntas quién soy) con la artista Madiha Yosri en 1984.

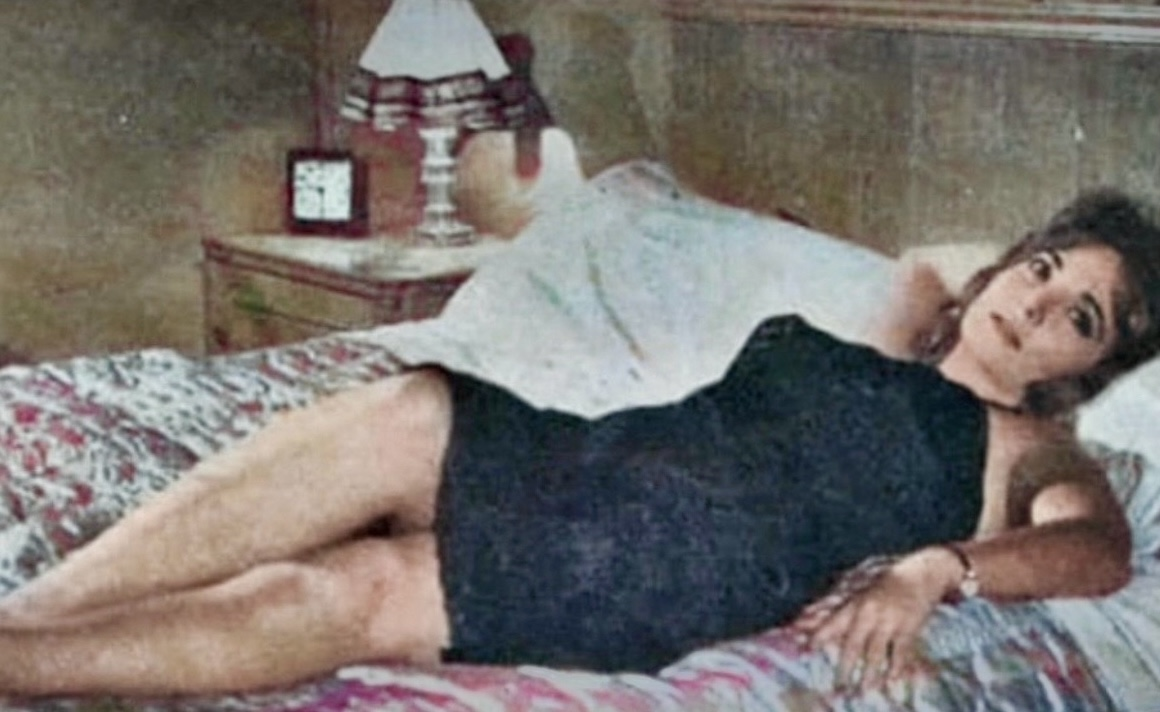
Shadia

Cabe mencionar que el autor Naguib Mahfouz dijo de ella, antes de convertirse en la protagonista de un conjunto de sus películas: ’’Shadia es  la chica de los sueños de cualquier joven, es el modelo de la estrella, niña de ojos, tiene sentido de humor y no se parece a las protagonistas o los personajes en mi novelas’’. Eso fue lo que pensaba, especialmente cuando trató con ella al escribir el guion de la película El Hareba (La fugitiva), pero se sorprendió cuando Shadia jugó el papel (Nour) en El Les w El Klab, del director Kamal El Shekh, en la que personificó el papel de prostituta que ayuda a un ladrón fugitivo que se llama Saeed Mahran. Posteriormente, el autor cambió su opinión sobre ella y se aseguró de que es una actriz increíble, que puede jugar cualquier papel y cualquier personaje, y no solo ‘’la niña de los ojos’’.

## El teatro

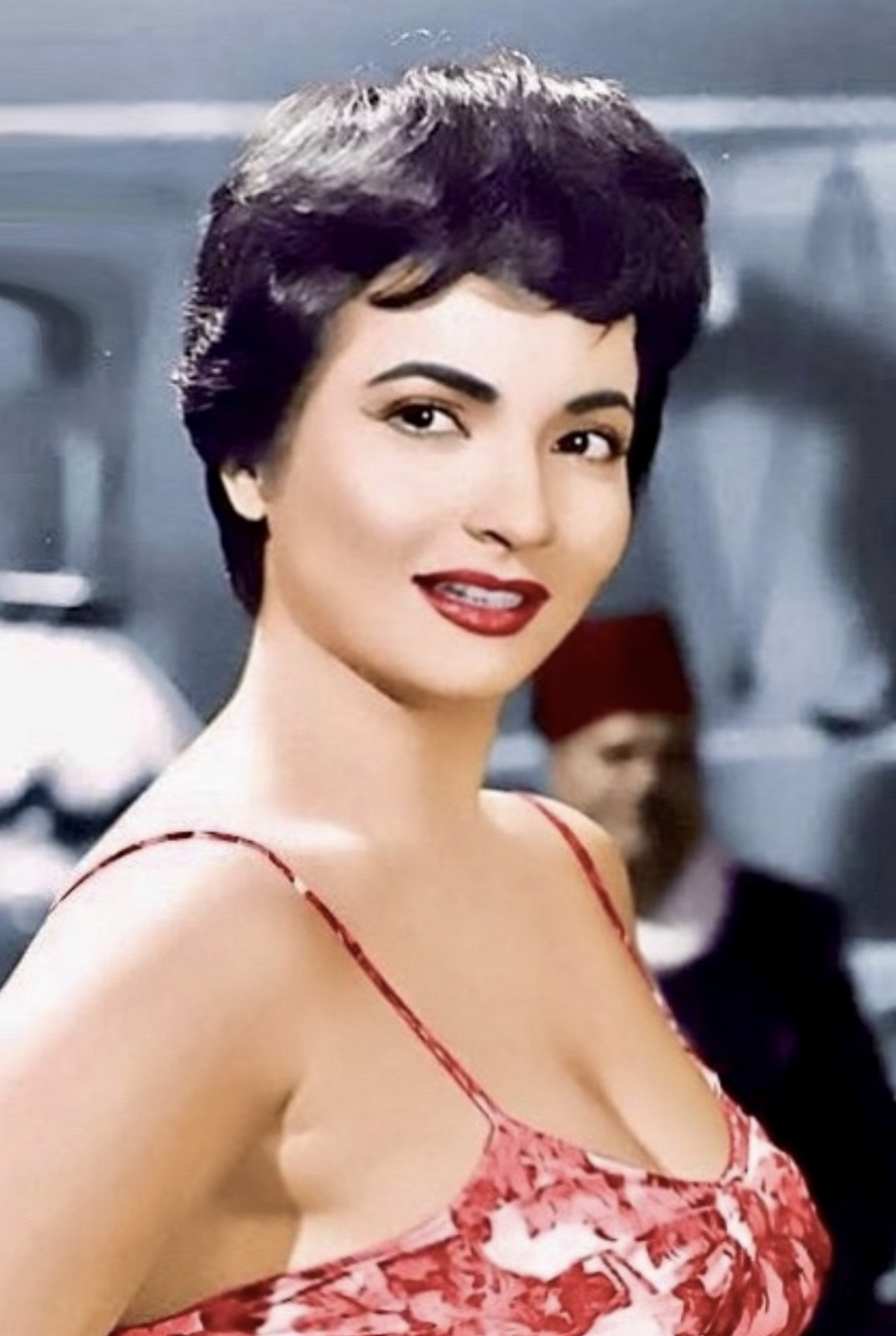
Shadia

Shadia actuó en el escenario, por la primera vez, para hacer la obra Raya W Skena, durante 3 años en Egipto y los Estados Árabes, con Sohier El Bably, Abdel Mon’em Madboly, Hussien Kamal y Bahgat Amar. Esta obra es la primera y la última experiencia en la historia de su carrera artística en el escenario, y eso no es la única razón por la que la obra es tan importante, sino porque la hizo en forma cómica, y porque estaba con los gigantes del teatro y no estaba menos radiante y divertida que ellos. También, estaba a buen ritmo con ellos, como si fuera una estrella que tuviera esa experiencia teatral, aunque es conocida por su timidez ante el público. A pesar de que es diferente de enfrentar al público que la escucha cantar, pero Shadia era creativa y maravillosa, y no había distinción entre ella y los gigantes del teatro, el artista Abdel Mon’em Madboly y la artista Sohier El Bably, los que admitieron que no vieron una audiencia como la de la obra Raya W Skena, porque fue su audiencia el que vino para Shadia.

## El retiro
Shadia renunció cuando cumplió 50 años, y comentó sobre por qué se retiró de la actuación y el canto así: ‘’La decisión de la gran mayoría de las artistas de retirase fue provocado por la fe en Dios Todopoderoso y por el cumplimento. Para mí, la razón por la que renuncié es que pasé por tantas situaciones y dificultades, que hicieron alejarme de este camino. Y, como dijo Alá La Verdad Suprema: ‘’ Dios guía a quien Él quiere’’, y yo supe el camino correcto, y Dios me calmó y me permitió aferrarme a él para reconocer mi religión y vivir en manos de Dios… Además, no hay historia para contar, simplemente el Dios quería dirigirme por el camino del bueno, y el juicio de Alá es irreversible. Y, yo respondí a su llamamiento y cambié mi vida para saber lo que significa la verdadera felicidad en el cuidado de los niños huérfanos”. Entonces, después del retiro, Shadia dedicó su vida al cuidado de los niños huérfanos, sobre todo porque no tenía hijos y estaba ansiosa por ser madre.

Y cuando le preguntaron sobre sus proyectos después del retiro, y si va a invertir el dinero que había ganado del arte, ella dijo: ‘’Doné todo lo que había ahorrado de mi trabajo como artista en los últimos años, a las organizaciones benéficas, así que no me pongo en esta sospecha. Y lo consideré como el primer paso de mi viaje en manos de Alá, y no dudé ni por un momento”.

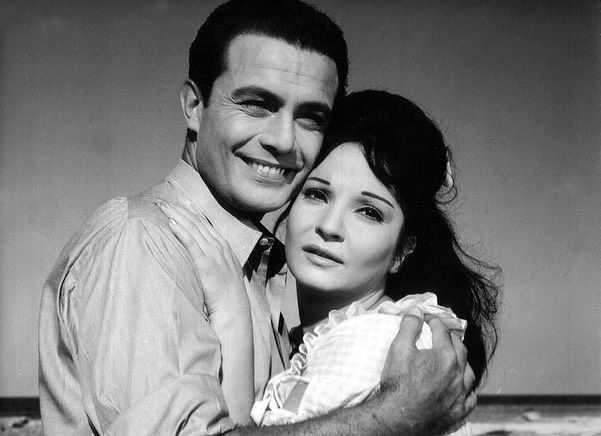
Shadia y Salah Zulfikar en Aghla Min hayati (1965)

## Fallecimiento
Shadia murió el martes, 28 de noviembre en 2017, 10 de Rabi al-Awwal en 1439, A la edad de 86 años, después de luchar contra la enfermedad, en el hospital militar El Galaa’. El miércoles 29 de noviembre, en la mezquita de Navisa, en El Cairo, se realizaron la oración fúnebre de su cuerpo. Varias estrellas del arte y del cine asistieron su funeral, entre ellos Dalal Abdel-Aziz, Ragaa’ El Gedawy, Samir Sabry, Shereen, Faroq El Feshawy, además de su audiencia, sus parientes y los que la admiran. Aquellos llevaron fotos y pancartas que llevan panegírico para ella. En la noche del martes 9 de enero en 2018, la organización de las Naciones Unidas para las Artes celebró una gran ceremonia para la conmemoración de 40 días desde su muerto, en la que muchas estrellas estaban participadas. También, La Feria Internacional del Libro de El Cairo convirtió el nombre del campamento del arte en el nombre de la artista fallecida Shadia. 

## Obras teatrales
Raya W Skena en 1983

## Las radionovelas
Nahno La Nazra’ El Shok (Nosotros no plantamos espinas).
El Shak Ya Habibi (La duda, cariño).
W Saqat Fe Bahr El Asal (Me caí en el mar de la miel).
Gaffat El Domo’ (Se secaron las lágrimas)  en 1966.
Sabrin en 1972.
Sana Ola Hob (El primer año en amor) en 1974.
Kol Haza El Hob (Todo ese amor) en 1982.

## Las canciones más famosas
Masr El Yom Fe Eid (Hoy, hay fiesta en Egipto).
Edkholoha Amenen (Entrad en Egipto sanos y salvos).
Ya Habebti Ya Masr (Oh mi amor, Egipto).

## Filmografía
| Año     | Título original                                                                            |
| ------- | ------------------------------------------------------------------------------------------ |
| 1947    | Azhar wa Ashwak (أزهار و أشواك) (Rosas y espinas)                                          |
| 1947    | Al 'Aql fy Agaza (العقل في اجازة) (La mente está de vacación)                              |
| 1947    | Hamamat al Salam (حمامات السلام) (La paloma de la paz)                                     |
| 1948    | 'Adl al Sama (عدل السماء) (La justicia del cielo)                                          |
| 1948    | Al Roh wal Gasad (الروح و الجسد) (El alma y el cuerpo)                                     |
| 1949    | Kalam al Nas (كلام الناس) (Lo que diga la gente)                                           |
| 1949    | Nadia (ناديه)                                                                              |
| 1949    | Sahebat al Malaleem (صاحبة الملاليم) (La propietaria de los centavos)                      |
| 1949    | Laylat al Eid (ليلة العيد) (La noche de la fiesta)                                         |
| 1950    | Al Batal (البطل) (El héroe)                                                                |
| 1950    | Sa'a li Qalbak (ساعة لقلبك) (Una hora para tu corazón)                                     |
| 1950    | Al Zoga al Sab'a (الزوجة السابعة) (La séptima esposa)                                      |
| 1950    | Ma'lesh ya Zahr (معلش يا زهر) (Lo siento, dado)                                            |
| 1950    | Zalamoony al Nas (ظلموني الناس) (La gente me cometió una injusticia)                       |
| 1950    | Ayam Shababy (أيام شبابي) (Mis días de juventud)                                           |
| 1950    | Hamatk Tehbk (حماتك تحبك) (Tu suegra te gusta)                                             |
| 1951    | Mashghool b Ghery (مشغول بغيري) (Estoy preocupado por otra persona)                        |
| 1951    | Laylat al Henna (ليلة الحنة)                                                               |
| 1951    | Al Sab'e Afandy (السبع أفندي) (El don león)                                                |
| 1951    | Sama'et al Telephone (سماعة التليفون) (El microteléfono)                                   |
| 1951    | Fel Hawa Sawa (في الهوى سوى) (Juntos por los aires)                                        |
| 1951    | Asefa fel Rabee' (عاصفة في الربيع) (una tormenta en primavera)                             |
| 1951    | Al Qafela Taseer (القافلة تسير) (El convoy marcha)                                         |
| 1951    | Awlady (أولادي) (Mis hijos)                                                                |
| 1951    | Hamaty Qonbela Zareya (حماتي قنبلة زرية) (Mi suegra es bomba automática)                   |
| 1951    | Ashky li Meen (أشكي لمين) (¿A quién me quejo?)                                             |
| 1951    | Al Donya Helwa (الدنيا حلوة) (El mundo es dulce)                                           |
| 1951    | Al Sabr Gameel (الصبر جميل) (La paciencia es bonita)                                       |
| 1951    | Qatr al Nada (قطر الندى) (Las gotas de rocío)                                              |
| 1952    | Amaal (آمال)                                                                               |
| 1952    | Al Omm al Qatela (الأم القاتلة) (La madre asesina)                                         |
| 1952    | Beit al Nattash (بيت النتاش) (La casa del charlatán)                                       |
| 1952    | Ghadab al Waledain (غضب الوالدين) (La ira de los padres)                                   |
| 1952    | Al Hawa Maloosh Dawa (الهوى ملوش دوا) (No hay medicina para el amor)                       |
| 1952    | Boshret Kheir (بشرة خير) (Una buena señal)                                                 |
| 1952    | Qaleel al Bakht (قليل البخت) (Desafortunado)                                               |
| 1952    | Bent al Shate' (بنت الشاطئ) (La chica de la playa)                                         |
| 1952    | Qaddem al Kheir (قدم الخير) (Un buen presagio)                                             |
| 1952    | Hayati Enta (حياتي انت) (Eres mi vida)                                                     |
| 1952    | Zalamt Rohy (ظلمت نفسي) (Cometí una injusticia a mí misma)                                 |
| 1952    | Ghaltet Abb (غلطة اب) (La culpa de un padre)                                               |
| 1952    | Yasqot al Este'mar (يسقط الاستعمار) (¡Abajo el colonialismo!)                              |
| 1953    | Hazzak Haza al Esboo' (حظك هذا الاسبوع) (Tu suerte esta semana)                            |
| 1953    | Ana wa Habeeby (انا و حبيبي) (Mi cariño y yo)                                              |
| 1953    | Eshhado ya Nas (اشهدوا يا ناس) (¡Testifica, gente!)                                        |
| 1953    | Bein Qalbein (بين قلبين) (Entre 2 corazones)                                               |
| 1953    | Kalemat Haq (كلمة حق) (Palabra de verdad)                                                  |
| 1953    | Lesanak Hosanak (لسانك حصانك) (Tu lengua es tu caballo)                                    |
| 1953    | Bae'at al Khobz (بائعة الخبز) (La vendedora del pan)                                       |
| 1953    | Al Less al Shareef (اللص الشريف) (El noble ladrón)                                         |
| 1953    | Maleesh Had (ماليش حد) (No tengo a nadie)                                                  |
| 1954    | Maw'ed Ma' el Hayah (موعد مع الحياة) (Una cita con la vida)                                |
| 1954    | Aqwa Men al Hob (أقوى من الحب) (Más poderoso que el amor)                                  |
| 1954    | Moghamarat Ismail Yassin (مغامرات اسماعيل ياسين) (Las aventuras de Ismaiel Yassin)         |
| 1954    | Ana al Hob (انا الحب) (Soy el amor)                                                        |
| 1954    | Banat Hawa' (بنات حواء) (Las hijas de Eva)                                                 |
| 1954    | Bent el Geran (بنت الجيران) (La hija de los vecinos)                                       |
| 1954    | Sharaf al Bent (شرف البنت) (El honor de la chica)                                          |
| 1954    | Al Zolm Haram (الظلم حرام) (La injusticia es pecado)                                       |
| 1954    | Ew'a Tefakar (إوعى تفكر) (¡No piensa!)                                                     |
| 1954    | Elhaqoony bel Ma'zoon (الحقونى بالمأذون) (Llévenme con rapidez al oficiante de matrimonio) |
| 1954    | El Setat Maye'rafoosh Yekdebo (الستات مايعرفوش يكدبوا) (Las mujeres no pueden mentir)      |
| 1954    | Layla men Omry (ليلة من عمري) (Una noche de mi vida)                                       |
| 1955    | Lahn al Wafa' (لحن الوفاء) (La melodía del cumplimiento)                                   |
| 1955    | Shate' al Zekrayat (شاطئ الذكريات) (La playa de las memorias)                              |
| 1956    | Shabab Emra'a (شباب امرأة) (La juventud de una mujer)                                      |
| 1956    | Wada' fel Fagr (وداع في الفجر) (Una despedida al amanecer)                                 |
| 1956    | Rabee' al Hob (ربيع الحب) (La primavera del amor)                                          |
| 1956    | Oyoon Sahrana (ٌعيون سهرانة) (Ojos despiertos)                                              |
| 1956    | Dalila (ٌدليلا)                                                                             |
| 1956    | Wada't Hobak (ودعت حبك) (Me despedí de tu amor)                                            |
| 1957    | Lawahez (لواحظ)                                                                            |
| 1957    | Enta Habibi (انت حبيبي) (Eres mi cariño)                                                   |
| 1958    | Hob men Nar (حب من نار) (Amor del fuego)                                                   |
| 1958    | Ghaltet Habibi (غلطة حبيبي) (La culpa de mi cariño)                                        |
| 1958    | Al Hareba (الهاربة) (La fugitiva)                                                          |
| 1958    | Qoloob al 'Azara (قلوب العذارى) (Los corazones de las vírgenes)                            |
| 1959    | Erham Hobi (إرحم حبي) (¡Ten piedad de mi amor!)                                            |
| 1959    | 'Esh al Gharam (عش الغرام) (El nido del amor)                                              |
| 1959    | Al Mar'a al Maghoola (المرأة المجهولة) (La mujer anónima)                                  |
| 1960    | Law'at al Hob (لوعة الحب) (La pasión del amor)                                             |
| 1960    | Ma'an Ila al Abad (معاً إلى الأبد) (Juntos para siempre)                                    |
| 1961    | La Tazkoreeny (لا تذكريني) (¡No me recuerda!)                                              |
| 1961    | Al Telmeeza (التلميذة) (la alumna)                                                         |
| 1962    | Al Zawga Raqam 13 (الزوجة رقم 13) (La décima tercera esposa)                               |
| 1962    | Ensa al Donya (إنسى الدنيا) (¡Olvida el mundo!)                                            |
| 1962    | Emra'a fy Dawama (امرأة في دوامة) (Una mujer en la espiral)                                |
| 1962    | Al Less wal Kelab (اللص و الكلاب) (El ladrón y los perros)                                 |
| 1962    | Al Mo'geza (المعجزة) (El milagro)                                                          |
| 1963    | 'Ala Defaf al Nile (على ضفاف النيل) (Por las orillas del Nilo)                             |
| 1963    | Al Qahera fel Layl (القاهرة في الليل) (El Cairo por la noche)                              |
| 1963    | Zoqaq al Madaq (زقاق المدق)                                                                |
| 1963    | Montaha al Farah (منتهى الفرح) (El máximo de la alegría)                                   |
| 1964    | Alf Layla wa Layla (ألف ليلة و ليلة) (Las mil y una noches)                                |
| 1964    | Al Tareeq (الطريق) (El camino)                                                             |
| 1965    | Aghla men Hayati (أغلى من حياتي) (Más caro que mi vida)                                    |
| 1966    | Meraty Modeer 'Am (مراتي مدير عام) (Mi esposa es un director general)                      |
| 1967    | Ma'boodat al Gamaheer (معبودة الجماهير) (La ídola de las masas)                            |
| 1967    | Karamet Zawgaty (كرامة زوجتي) (La dignidad de mi esposa)                                   |
| 1968    | 'Afreet Meraty (عفريت مراتي) (El fantasma de mi esposa)                                    |
| 1969    | Shay' Men al Khawf (شيء من الخوف) (Algo del miedo)                                         |
| 1969    | Nos Sa'a Gawaz (نص ساعة جواز) (Un matrimonio por media hora)                               |
| 1969    | Miramar (ميرامار)                                                                          |
| 1970    | Khayat lel Sayedat (خياط للسيدات) (El sastre de las mujeres)                               |
| 1970    | Nahno La Nazra' al Shawk (نحن لا نزرع الشوك) (Nosotros no plantamos espinas)               |
| 1971    | Lamset Hanan (لمسة حنان) (Un toque de ternura)                                             |
| 1972    | Adwa' al Madeena (أضواء المدينة) (Las luces de la ciudad)                                  |
| 1973    | Zat al Waghain (ذات الوجهين) (La que tiene 2 caras)                                        |
| 1974    | Emra'a 'Asheqa (امرأة عاشقة) (Una mujer enamorada)                                         |
| 1974    | Al Hareb (الهارب) (El fugitivo)                                                            |
| 1974    | Raghabat Mamnoo'a (رغبات ممنوعة) (Deseos prohibidos)                                       |
| 1976    | Amwag Bela Shate' (امواج بلا شاطئ) (Olas sin playa)                                        |
| 1979    | Al Shak Ya Habibi (الشك يا حبيبي) (La duda, cariño)                                        |
| 1981    | Wady al Zekrayat (وادي الذكريات) (El valle de los recuerdos)                               |
| 1984    | La Tas'alny Man Ana (لا تسألني من انا) (¡No me preguntas quién soy!)                       |
| Fuente: |                                                                                            |